# Vincent Anstett
Vincent Anstett (* 26. července 1982 Strasbourg, Francie) je francouzský sportovní šermíř, který se specializuje na šerm šavlí. Francii reprezentuje od roku 2005. Na olympijských hrách startoval v roce (2008) a v roce 2016 v soutěži jednotlivců. V soutěži jednotlivců postoupil na olympijských hrách 2016 do čtvrtfinále. V roce 2016 obsadil druhé místo na mistrovství Evropy v soutěži jednotlivců. S francouzským družstvem šavlistů vybojoval v roce 2006 titul mistra světa. Na olympijských hrách 2008 byl členem zlatého francouzského družstva šavlistů, ale jako náhradník do soutěží nezasáhl a zlatou olympijskou medaili fyzicky nezískal.